# Kimura Takahiro
Takahiro Kimura (木村 孝洋, sinh ngày 4 tháng 4 năm 1957) là một huấn luyện viên và cựu cầu thủ bóng đá người Nhật Bản.

## Sự nghiệp Huấn luyện viên
Takahiro Kimura đã dẫn dắt Sanfrecce Hiroshima, TEPCO Mareeze và FC Gifu.